# نورت سانیچ
نورت سانیچ (انگلیسی: North Saanich) واقع در شبه جزیره سانیچ، حدود ۲۵ کیلومتر (۱۶ مایل) در شمال ویکتوریا، بریتیش کلمبیا در جزیره ونکوور جنوبی واقع شده‌است.